# يوفال فوكس
يوفال فوكس (بالعبرية: יובל פוקס‏) هو دبلوماسي إسرائيلي، ولد في 1961 في حيفا في إسرائيل.